# Austronucula schencki
Austronucula schencki is een tweekleppigensoort uit de familie van de Nuculidae. De wetenschappelijke naam van de soort is voor het eerst geldig gepubliceerd in 1939 door Powell.